# 아가유희
《아가유희》(我家有喜 )는 2012년 방송되었던 중국의 드라마이다.

## 소개
- 군인 아버지와 네 명의 딸들의 이야기를 담은 가족 드라마

## 등장 인물
- 류위 (刘威) - 바이샹우 역
- 류서기 (Vickey Liu) - 시야밍 역
- 완첸 - 바이무시 역
- 리자항 - 린잉슝 역
- 하이루 - 바이쉐이시 역
- 가오쯔치 - 청수항 역